# Pteronarcyidae
Pteronarcyidae — семейство веснянок из подотряда Arctoperlaria. В ископаемом состоянии известно, начиная со средней юры.

## Описание
Анальная область переднего крыла с двумя или более рядами поперечных жилок; разветвлённые рудименты личиночных жабр есть на первом и втором (иногда на третьем) сегментах брюшка.

## Систематика
В современной мировой фауне 13 видов из 2 родов.
- Pteronarcella Banks, 1900
- † Pteroliriope Cui et al., 2016
- Pteronarcys Newman, 1838